# Olga Winterberg
Olga Winterberg, hebr. אולגה וינטנברג (ur. 3 maja 1922, zm. 15 grudnia 2010) – izraelska lekkoatletka, dyskobolka.

## Kariera
Podczas igrzysk olimpijskich w Helsinkach (1952) zajęła 19. miejsce w eliminacjach z wynikiem 35,79 i nie awansowała do finału.
Wielokrotna złota medalistka mistrzostw Izraela.
We wrześniu 1965 zakończyła karierę.

## Życie prywatne
Urodziła się i wychowała w Czechach. Tam także wygrywała mistrzostwa kraju w rzucie dyskiem. Wyszła za mąż za doktora chemii Aleksandra i pod koniec 1949 wyjechała z nim do Izraela. Miała z nim dwie córki.

## Rekordy życiowe
- Rzut dyskiem – 43,03 (1960) były rekord Izraela[5]